# 许勤 (1961年)
许勤（1961年10月—），男，汉族，江苏连云港人，中华人民共和国政治人物。北京理工大学光电工程系本科、硕士毕业，北京大学光华管理学院工商管理碩士，香港理工大學工商管理专业博士（在职研究生），工程师。
曾任国家发展改革委高技术产业司司长，中共深圳市委副书记、市长，中共廣東省委常委、深圳市委书记，中共河北省委副书记、省长等职务。现任中共黑龙江省委书记。是中共第十九届中央委员、第二十届中央委员。

## 生平

### 早年经历
1978年10月，许勤考入北京理工大学光电工程系学习。1982年1月加入中国共产党，同年8月毕业后，被分配到位于无锡市的原兵器工业部第559厂（今江苏北方湖光光电有限公司）从事科研工作。1984年9月，回到北京理工大学，在研究生院光电工程系光电专业读硕士研究生。
1987年7月，许勤进入原国家计委机关工作，任机关党委干部。1988年6月任工业二司、机电司电子处干部。1992年7月任机电司电子处副处长（其间于1994年10月至1995年10月，赴加拿大、美国高级管理培训）。1997年8月任电子处处长。1998年8月任国家发展计划委员会高技术产业发展司信息产业处处长。2001年2月任国家发展计划委员会高技术产业发展司副司长。许勤在国家发展计划委高技术产业发展司任职期间，于1999年9月至2001年7月在北京大学光华管理学院攻读工商管理碩士（EMBA）。
2003年5月，任国家发展和改革委员会高技术产业司副司长（2003年10月起主持工作)，其间于2001年11月至2004年11月在香港理工大學读工商管理博士。2005年7月任国家发展改革委高技术产业司司长。

### 地方历练

#### 深圳
2008年4月，许勤挂职出任中共深圳市委常委、深圳市常务副市长，并继续担任国家发改委高技术产业司司长的职务至2010年5月。结束挂职后，许勤留深圳工作。2010年5月，任中共深圳市委副书记，同年6月当选深圳市人民政府市长。许勤担任深圳市人民政府市长期间，发生深圳光明新区“12·20”滑坡事故，造成73人死亡、4人失踪、16人受伤。此次事故被国务院调查组定性为“不属于自然地质灾害，是一起生产安全事故”。2015年12月25日，中共深圳市委书记马兴瑞、市長许勤就滑坡事故向全社会鞠躬道歉。2016年12月31日，任中共广东省委常委、深圳市委书记。2017年7月20日，正式辭去其深圳市市長職務。深圳的工作让许勤创下了两个记录：深圳建市以来任职时间最长的市长，和任职时间最短的市委书记。

#### 河北
2017年4月1日，56岁的许勤在升任廣東省委常委、深圳市委書記短短3個月後，調任中共河北省委副书记、河北省人民政府代理省长。2017年4月18日，兼任北京2022年冬季奥林匹克运动会和冬殘奧會組織委員會執行主席。2017年4月26日，正式当选为河北省人民政府省长。2017年10月24日，在中国共产党第十九次全国代表大会上当选为中共中央委员。2018年2月24日，当选为第十三届全国人大代表。

#### 黑龙江
2021年10月19日，许勤调往黑龙江，出任中共黑龙江省委书记。同月21日，不再担任河北省省长一职。2022年1月26日，当选黑龙江省人大常委会主任。